# Bindschadler Ice Stream
Bindschadler Ice Stream (dawniej Stream D , pol. „Strumień D”) – strumień lodowy odprowadzający lód z pokrywy Antarktydy Zachodniej do Lodowca Szelfowego Rossa.

## Nazwa
Strumień początkowo znany był jako Stream D – wszystkie strumienie lodowe zasilające Lodowiec Szelfowy Rossa oznaczano kolejnymi literami alfabetu w kolejności ich położenia z południa na północ . Ich nazwy zostały zmienione na początku XXI w., aby uhonorować geologów. W tym przypadku strumień został nazwany w 2002 roku na cześć glacjologa Roberta Bindschadlera, badacza pokrywy lodowej Antarktyki Zachodniej – West Antarctic Ice Sheet, dynamiki strumieni lodowych i ich interakcji z Lodowcem Szelfowym Rossa .

## Geografia
Jeden z pięciu głównych strumieni lodowych spływających z Antarktydy Zachodniej i zasilających Lodowiec Szelfowy Rossa. Płynie między Siple Dome i MacAyeal Ice Stream .

## Historia
Strumienie lodowe zostały zbadane i zmapowane w ramach United States Antarctic Research Program w latach 1983–1984 .